# Mahnala
Mahnala är en ort i Tavastkyro kommun i landskapet Birkaland i Finland. Orten ligger cirka 26,5 kilometer nordväst om centrala Tammerfors.